# Orde van de Negende September 1944

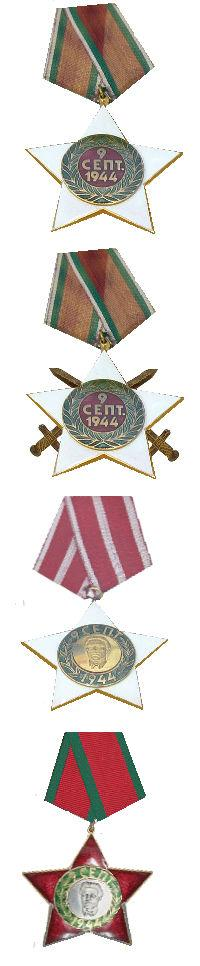
De versierselen van de Ie Graad, de Ie Graad met de Zwaarden, IIe en IIIe Graad.

De Orde van de Negende September 1944 (Bulgaars: Орден 9 Септември 1944 гр, Orden 9 Septembri 1944 g) werd in Bulgarije in een op 14 september 1945 gepubliceerd decreet van 9 september 1945 ingesteld. De orde werd door de communistische regent Todor Pavlov in naam van de minderjarige Bulgaarse koning Simeon II van Bulgarije gesticht.
De orde kende drie graden, en werd aan Bulgaren en vreemdelingen toegekend voor verdienste tijdens de opstand van het Bulgaarse leger in 1944 en de instelling van de volksrepubliek.
In vredestijd werd de orde ook verleend voor het "foutloos uitvoeren van de door de regering gestelde taken" en later ook de consolidatie van de volksrepubliek.
Ook in oorlogstijd zou de orde een rol hebben moeten spelen; officieren en aanvoerders van de Bulgaarse strijdkrachten konden hiermee worden onderscheiden voor dapperheid en bijzonder leiderschap tijdens militaire operaties.
De drie graden en hun versierselen
- Eerste graad: een groot gouden (of goudkleurig) wit geëmailleerd kleinood van de orde aan een vijfhoekig rood lint met wit-groene bies.

- Tweede graad: een iets kleiner gouden (of goudkleurig) wit geëmailleerd kleinood van de orde aan een vijfhoekig rood lint met witte biesen en een brede witte middenstreep.

- Derde graad: hetzelfde kleinood van de orde, maar nu in zilverkleurig metaal en rode emaille, aan een vijfhoekig rood lint met groene biesen.

Militairen droegen de ster van de Eerste Graad in eerste instantie aan een lint om de hals. Militairen droegen de sterren met gekruiste zwaarden. Van de versierselen werden verschillende modellen gemaakt. De eerste twee modellen van de IIe en IIIe Graad werden zonder lint op de borst vastgemaakt. Daarvoor was aan de achterzijde een schroef aangebracht. Een contraplaat werd aan de binnenzijde van de jas vastgemaakt. Deze vorm was van de sterren van de socialistische orden van de Sovjet-Unie afgekeken. Pas het derde model werd door alle drie de graden aan een, tevens typisch Russisch, vijfhoekig lint gedragen. De sterren waren door Boris Angeluscheff ontworpen.
Het lint was voor de 1e graad rood met witte en groene biezen, voor de 2e graad rood met witte biezen en een witte middenstreep en voor de derde graad rood met groene biezen. De vorm van de onderscheiding is geïnspireerd door de Russische Orde van de Glorie. Dat de derde graad rood is, is een Bulgaarse traditie die teruggaat tot de Militaire Orde voor Dapperheid in de Oorlog uit 1889.
Het kleinood is een vijfpuntige gouden ster. De eerste en tweede graad zijn wit en de derde graad is rood geëmailleerd. In het centrale medaillon is een portret van de revolutionair en nationale held Vasil Levski, leider van de mislukte opstand van 1872, geplaatst. Bij de tweede en derde klasse staat op de groene band daaromheen "9CEГIT 1944" in gouden letters. Bij de eerste klasse staan deze woorden op het medaillon van de ster. Het portret staat dan op de keerzijde. Het eerste model van de sterren is herkenbaar aan de initialen "В" en "Л" op het medaillon.
Het materiaal van de sterren was niet kostbaar. De sterren waren van goud- of zilverkleurig metaal en emaille.
Na de val van het communistische bewind werd de orde in 1991 afgeschaft.